# Over Vis & Revolutie
Over Vis & Revolutie is een korte film uit 2008 die is geproduceerd door BosBros in het kader van Kort! 8.

## Verhaal
Gerard is gepensioneerd vrachtwagenchauffeur en leidt een saai leven. Zijn hobby is sportvissen, maar hij is daarin niet erg succesvol. Dan verschijnt er een groep Polen die veel grote vissen vangen. Zijn vrouw is niet blij met de komst van deze groep, maar Gerard sluit 's nachts stiekem vriendschap met de Polen.